# 남양주 흥국사 대방
남양주 흥국사 대방(南楊州 興國寺 大房)은 대한민국 경기도 남양주시 별내면, 흥국사에 있는 법당이다. 2011년 4월 29일 대한민국의 국가등록문화재 제471호로 지정되었다.

## 개요
남양주 흥국사 대방은 「흥국사사적(興國寺事蹟)」, 「흥국사만세루방중건기공문(興國寺萬歲樓房重建記功文)」등 사료에서 그 연혁이 잘 나타나며, 정토 염불 사상이 크게 성행하던 근대기의 시대적 상황을 반영하여 염불 수행 공간과 누ㆍ승방ㆍ부엌 등의 부속 공간을 함께 갖추고 대웅전을 실제적ㆍ상징적 불단으로 삼아 염불 수행을 하도록 구성된 독특한 형식의 복합 법당이다. 기존의 전통적 방식을 벗어나 복합적이고 기능적인 근대적 건축의 성립을 보여주고 있는 이 대방은 역사적 가치뿐만 아니라 독특한 건축 형식과 공간 구성 및 시대정신을 담고 있다.

## 참고 자료
- 남양주 흥국사 대방 - 국가유산청 국가유산포털